# Komitadżi

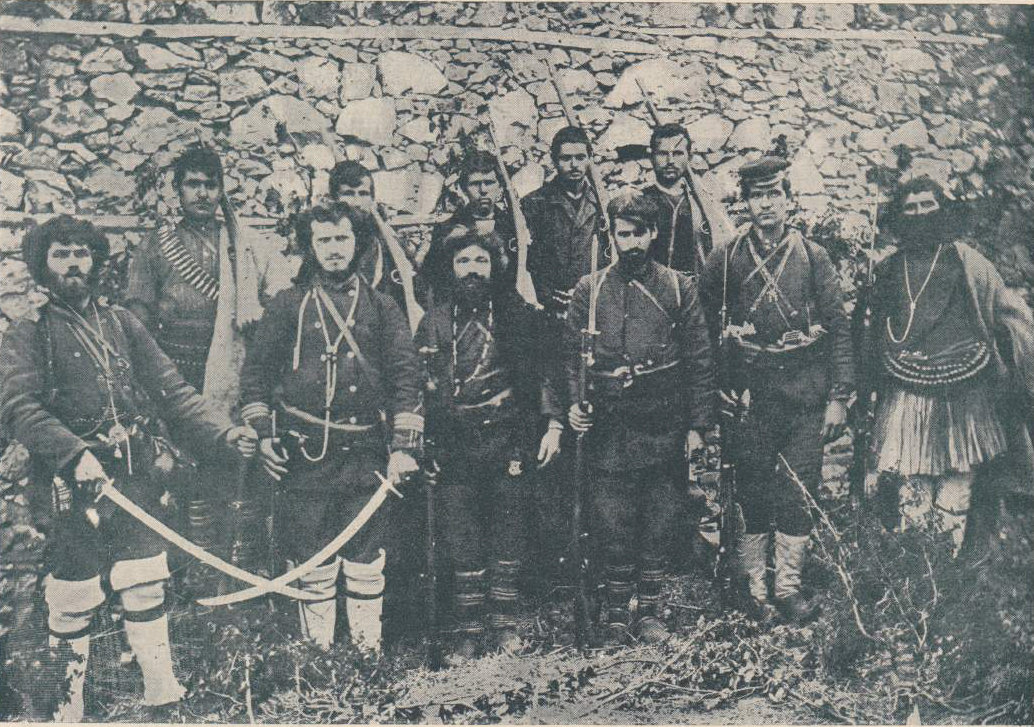
grupa partyzancka komitadżi z okręgu Floriny, 1903

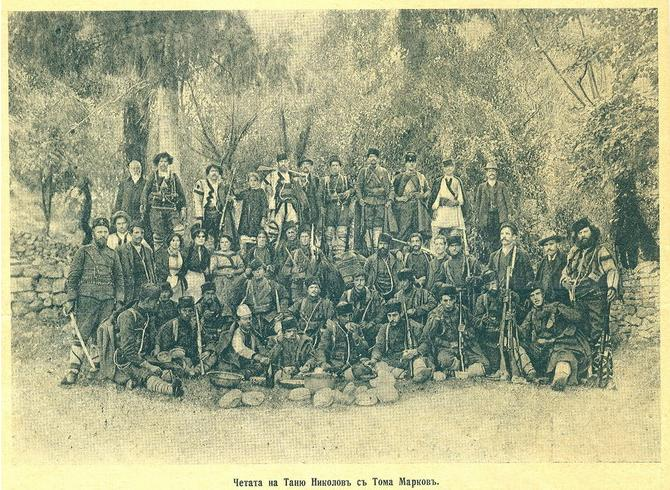
oddział komitadżi z pogranicza Zachodniej Tracji i Macedonii Egejskiej, dowodzony przez Tane Nikołowa

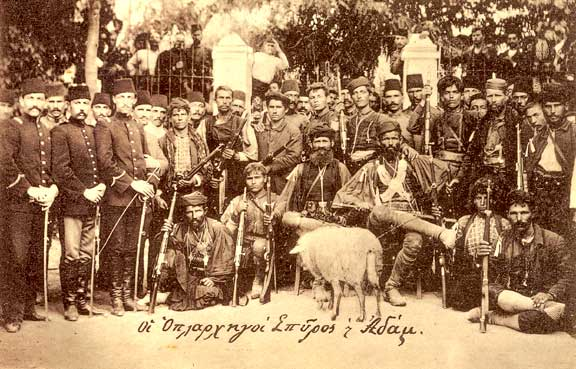
grecki oddział samoobrony przed komitadżi, z tureckimi oficerami (1908)

Komitadżi (także Comitadji lub Komitaji od bułgarskiego Комити, gr. κομιτατζήδες) – pojęcie historyczne określające członków słowiańskojęzycznych oddziałów zbrojnych z krajów bałkańskich, pochodzących głównie z Bułgarii, Serbii i regionu geograficznego Macedonii, walczących o wyzwolenie spod osmańskiej okupacji.
Podobnie nazywano ideowe grupy partyzanckie i podobnie określano bandy kryminalistów, działające na przełomie wieków XIX i XX, w tej części Macedonii, która należała jeszcze do imperium osmańskiego. Zdaniem historyków strony greckiej, liczni komitadżi propagowali wrogość etniczną i religijną, siejąc terror wśród ludności helleńskiej, działając ze wsparciem tajnych służb Bułgarii, często także z cichym przyzwoleniem tureckich władz. Reagując, rząd Grecji podjął tajną organizację samoobrony ludności, opowiadającej się za pozostaniem przy greckich parafiach prawosławnych. Od 1904 do Macedonii Egejskiej skrycie przerzucano najzdolniejszych oficerów-ochotników oraz broń. W 1908 greckich oficerów wycofano, gdyż zmianie uległo stanowisko władz tureckich. Po młodotureckim przewrocie w Salonikach, nowe władze uznały za legalne niektóre greckie oddziały ochotnicze, dodając im patronat wojskowych tureckich.
W II wojnie światowej, komitadżi w Grecji nazywano ochotnicze formacje bułgarskie oraz uzbrojone przez Niemców oddziały nacjonalistów o orientacji macedońskiej, zwalczające antyhitlerowski ruch oporu (grecki, albański,  jugosłowiański) i terroryzujące ludność okupowanego terytorium. Po zajęciu Bułgarii przez Armię Czerwoną, część oddziałów bułgarskich, uzyskując gwarancje brytyjskie, przyłączyła się do zwalczanej uprzednio partyzantki greckiej.